# Aaron Fox
Aaron Fox (Hastings, Minnesota, 19. svibnja 1976.) bivši je američki profesionalni hokejaš na ledu. Igrao je na poziciji centra u više klubova, među kojima i u hrvatskom KHL Medveščaku koji se natjecao u EBEL-u. Poslije igračke karijere bio je hokejski menadžer i trener.

## Karijera
Fox je rođen u Hastingsu u saveznoj državi Minnesota. Juniorski staž odradio u jednoj od najjačih juniorskih liga na svijetu USHL-u (United States Hockey League) za momčad Green Bay Gamblersa. Nakon završetka sveučilišta u Minnesoti igra u ECHL-u za klub Peoria Rivermen. 

### Europa
2002. godine dolazi u Europu gdje karijeru nastavlja u Njemačkoj. U EBEL-u je debitirao 2003./04. kada je tijekom sezone iz njemačkog Riesserseea prešao u Innsbruck gdje je odigrao 31 utakmicu te upisao 15 golova i 16 asistencija, da bi se već sljedeće vratio u njemačku drugu ligu. Odredište je bio Freiburg u kojem je ostao sezonu i pol (82 susreta, 45 pogodaka, 74 asistencije), a zatim i Straubing Tigersi na čijoj se klupi zadržao kratko odradivši tek 12 dvoboja i skupivši 9 bodova (4 gola, 5 asistencija).
No, 2006./07. Fox se natrag vraća u EBEL te se našao na popisu momčadi Acroni Jesenice. Očito je pogodio s klubom jer upravo tada odigrao je svoju najbolju sezonu u karijeri. To potvrđuje i statistika. U 56 utakmica mrežu protivnika zatresao je 40 puta, a tome je dodao i 52 asistencije, što mu je ukupno donijelo 92 boda. Istim tempom nastavio je i u Vienna Capitalsima u sezoni 2007./08. Proglašen je najboljim igračem EBEL-a te igračem s najvećim brojem bodova u sezoni. Sljedeće sezone izvrsne rezultate spriječila je ozljeda zgloba te je upisao samo 5 pogodaka i 9 asistencija u 21 susretu. 

### Medveščak Zagreb
U pripremama za novu sezonu 2009./10. Fox je potpisao za KHL Medveščak. Već se u 12. kolu EBEL-a u sezoni 2009./10. protiv Albe Volán predstavio navijačima i upravi zabivši jedan od najnevjerojatnijih golova u hokejaškoj povijesti. Fox je majstorskim "lacrosse" potezom podigao pak na palicu i doslovce ga unio u mrežu Albe, iza golmanovih leđa. U 32. kolu EBEL-a Medveščak je pred punim tribinama uvjerljivo porazio goste iz Jesenica (7:2), a Fox se prometnuo se u prvo ime "medvjeda" postigavši tri pogotka i dvije asistencije u važnoj borbi za ulazak u doigravanje. To mu je ujedno bila i najbolja utakmica dotadašnjeg dijela sezone.

## Statistika karijere
Bilješka: OU = odigrane utakmice, G = gol, A = asistencija, Bod = bodovi, +/- = plus/minus, KM = kaznene minute, GV = gol s igračem više, GM = gol s igračem manje, GO = gol odluke
| 2009./10. | KHL Medveščak | EBEL | 27 | 9 | 15 | 24 | -10 | 6 | 2 | 0 | 0 |  |  |  |  |  |  |  |  |  |

## Vanjske poveznice
- Profil na Eurohockey.net
- Profil na The Internet Hockey Database